# Bærum
Bærum er en kommune i Akershus fylke i Norge, der udgør en velstående forstad til Oslo. Bærum grænser i nord til Hole og Ringerike, i øst til Oslo og i vest til Asker og Lier. Asker og Bærum ligger adskilt fra de øvrige kommuner i Akershus og betegnes i fællesskab Asker og Bærum. Bærum indgår i Oslos sammenhængende bybebyggelse og bliver i de fleste sammenhænge set på som en del af Oslo, selv om den udgør en selvstændig kommune. Bærum er sammen med Oslo og Asker en af de tre kommuner i Oslo bispedømme. Bærums rådhus ligger i Sandvika, der har status som by.  Den var en del af  Viken fylke som blev etableret 1. januar 2020, men opløst fra 1. januar 2024.
Bærum har Norges højeste gennemsnitlige indtægts- og uddannelsesniveau og den højeste prosentvise andel millionærer med 20,03% af befolkningen. Bærum er ved siden af Oslo vest det dyreste boligområde i Norge.

## Geografi
Bærum er en af Akershus' større kommuner (og den største, målt i antal indbyggere) med de store skovarealer i Bærumsmarka i nord. Som i Oslo er store dele af kommunen fortsat afsat som vildmark, hvor der ikke er tæt bebyggelse. De store arbejdspladser findes langs kysten fra Sandvika i vest til Lysaker i øst. Derudover har der været udstykninger op i Lommedalen i den nordøstlige del af kommunen. I 1970'erne og 1980'erne flyttede mange børnefamilier til Lommedalen.
Bærums højeste punkt er Vidvangshøgda (549 moh.) i Krokskogen, men den bedste udsigt får man fra toppen af søndre Kolsås (349 moh.), som man når op til via stier. Herfra kan man se ud over næsten hele kommunen, ind til Oslo, over til Nesodden og ud over det indre af Oslofjorden.
I undergrunden findes en stentype, som er karakteristisk for Osloområdet – rombeporfyr.

### Fjelde
Bærums højeste punkt er Vidvangshøgda (552 moh.) nordøst i Krokskogen, men den sydlige del af Kolsås (349 moh.) er mere populær som udsigtspunkt, og her er adgang via vandreruter ogs tier. Fra dette fjeld er det muligt at se det meste af kommunen, ind til Oslo, over til Nesodden og det meste af den Indre Oslofjord.

### Søer
- Østernvann
- Dælivannet
- Bogstadvannet (også i Oslo)
- Engervannet
- Stovivannet
- Burudvann
- Aurevann

### Øer
- Snarøya
- Borøya
- Grimsøya
- Gåsøya
- Kalvøya
- Ostøya (også kendt som Oustøen)

## Forsyning
Bærum Vann AS og Asker og Bærum Vannverk IKS har en årlig vandproduktion på omkring 20 mio. m3. Det interkommunale selskab Asker og Bærum Vannverk IKS henter vand fra Holsfjorden, mens Bærum Vann AS ejes af Bærum kommune og henter vand fra Trehørningen og Heggelivassdraget. Bærum kommune ejer også et lille vandværk på Sollihøgda som forsyner omkring 500 mennesker. Afløbsnettet i Bærum er koblet til VEAS hvor kommunen ejer 50 %, mens den andre halvdel ejes af kommunerne Asker og Oslo. Røyken er tilkoblet anlægget.

## Delområder
Bærum er inddelt i 22 delområder og 413 grundkredse.
Folkemængde i delområderne pr. 1. januar 2005:
- Østerås-Eiksmarka: 3.927
- Hosle nord: 2.973
- Voll: 4.896
- Grav: 5.624
- Hosle sør: 4.677
- Jar: 5.793
- Lysaker: 3.439
- Snarøya: 2.807
- Stabekk: 6.261
- Høvik: 4.172
- Løkeberg-Blommenholm: 6.863
- Haslum: 5.286
- Østre Bærumsmarka: 1.936
- Sandvika-Valler: 4.742
- Jong: 2.762
- Slependen-Tanum: 7.005
- Dønski-Rud: 3.186
- Kolsås: 5.185
- Rykkinn: 8.971
- Kirkerud-Sollihøgda: 3.449
- Bærums Verk: 7.565
- Lommedalen: 3.064
- Uoplyst/uden fast bopæl: 107
  - Totalt: 104.690

## Politik
Med undtagelse af de fire år mellem 1952 og 1956 har Bærum har været styret af partiet Høyre siden partipolitiken startede, og kommunen har altid politisk set været højreorienteret, sandsynligvis på grund af den høje gennomsnitsindtægt i kommunen. Kommunestyret har 51 medlemmer, fordelt således (perioden 2011-2015):
- Høyre 27 medlemmer
- Fremskrittspartiet 4 medlemmer
- Venstre 5 medlemmer
- Arbeiderpartiet 11 medlemmer
- Sosialistisk Venstreparti 2 medlemmer
- Kristelig Folkeparti 1 medlemmer
- Pensjonistpartiet 1 medlem

Høyre har altså rent flertal med 27 medlemmer. Lisbeth Hammer Krog overtog i 2011 stillingen som borgmester fra Odd Reinsfelt, der havde haft postn i 20 år, dvs. siden 1991.

## Samfund og kultur
Kulturlivet er præget af stor aktivitet inden for organisationer og frivillige grupper. De fleste af disse drives professionelt.
Sandvika har en stor biograf med otte sale og et nyere kulturhus med 500 sæder for lokale teaterforestillinger eller koncerter. Sandvika teater, tidligere Sandvika biograf, bruges til mindre forestillinger. Desuden findes Henie-Onstad kunstcenter ved Høvikodden lige uden for Sandvika med en flot samling af malerier og anden kunst. Dette er kommunens tusindårssted.
Lokalavisen Asker og Bærums Budstikke bidrager også aktivt til at støtte op omkring kulturlivet. Avisen havde et oplagstal på 30.915 i 2004 og er flere gange blevet kåret til «Norges bedste lokalavis».
De to ældste bygninger i Bærum er middelalderkirkerne Tanum kirke og Haslum kirke, som begge er i brug. Den norske pilgrimsleden passerer begge kirker.
På Slependen og Brønnøya findes kalkovne, der dannede grundlag for erhvervslivet i Bærum, da I/S Bærums Verk var i drift.

## Sport
Holdsporten i Bærum fik et reelt opsving mod slutningen af 1990'erne, da fodboldholdet Stabæk rykkede op i eliteserien. Stabæk er sammen med FC Lyn Oslo de hold i Tippeligaen, som har flest egne juniorspillere i truppen i 2006. Stabæk Fotball vandt pokalfinalen i 1998 og blev mestre i 2008. Af kendte fodboldhold huser Bærum også en af Norges bedste klubber for ungdom, Bærum SK, som spillede i Adeccoligaen senest i 2003 og og er tilbage for 2012-sæsonen efter nogle år i Fair Play Ligaen. Bandy har altid været en stor sport i kommunen, og kombinationen fodbold som sommersport og bandy som vintersport er ganske almindelig blant unge idrætsudøvere. Stabæk har 12 norgesmesterskaber i bandy, og kommunen har også Øvrevoll/Hosle som eliteseriehold. I tillæg har kommunen håndboldhold på højt niveau både for kvinder (Stabæk), og mænd (Haslum HK).
I Bærum findes mange idrætstilbud og kommunen har flere store idrætsanlæg og haller, så som multi-idrætsanlægget Hauger idrettspark (bl.a. ishockey, bandy, fodbold, baseball og golf), Nadderudhallen (svømning, halidrætter og bowling), Gjønneshallen (fodbold, håndbold, basket og klatring), Nadderud stadion og Fornerbu stadion (fodbold og atletik) med tilstødende kunstgræsbane samt alpinanlæggene i Kirkerudbakken, Krydsbybakken og Kolsåsbakken.
Kommunen har også fostret mange succesrige individuelle udøvere –
- Lasse Kjus, norsk alpin skiløber, der i karrieren vandt hele 16 OL- og VM-medaljer, samt den samlede World Cup to gange
- Berit Berthelsen, norgesrekordholder i længdespring i fyrre år, bedrev atletik for Tyrving fra Sandvika,
- Langrendsløberne Anette Bøe, verdensmester på 5 og 10 km i Seefeld i 1985 og
- Anne Jahren, verdensmester på 10 km fri-teknik i Obersdorf i 1987(sølv stafet(4×5 km), Calgary 1988 og bronze 20 km, (Sarajevo 1984),
- Harald Stenvaag, skytte fra Vestre Bærum Salongsskytterlag som vandt sølv på 50 m liggende i OL i Barcelona 1992,
- Knut Holmann, padler med til sammen tre OL-guld, to fra Sydney 1992 og et fra Atlanta 1996, og
- Alpinisterne Finn Christian Jagge og Hans Petter Buraas
- Verdensrekordholder i skihop (skiflyvning) Bjørn Einar Romøren
- Magnus Carlsen, verdens yngste skakstormester i skak i en alder af 13 år, nr. 1 på verdensranglisten til FIDE.